# Сиоура, Синри
Синри Сиоура (яп. 塩浦 慎理 Сиоура Синри, 26 ноября 1991) — японский пловец, призёр чемпионатов мира, чемпион Азиатских игр.

## Биография
Родился в 1991 году в Исехаре. В 2011 году завоевал золотую и две бронзовых медали Универсиады. В 2013 году стал бронзовым призёром чемпионата мира. В 2014 году стал призёром Азиатских игр. В 2016 году стал четырёхкратным призёром чемпионата мира на короткой воде.
1. ↑  World Aquatics database